# Disterigma ollacheum
Disterigma ollacheum är en ljungväxtart som beskrevs av Pedraza. Disterigma ollacheum ingår i släktet Disterigma och familjen ljungväxter. Inga underarter finns listade i Catalogue of Life.